# Reynaldo Creagh
Reynaldo Creagh Verane (Santiago di Cuba, 9 luglio 1918 – Santiago di Cuba, 16 novembre 2014) è stato un cantante cubano.
Nel 1938 fece la sua prima apparizione come membro del Septet Sonora.
Nel 1962 è stato membro fondatore dell'Orquestra Estudiantina Invasora. Nel 1994, ha fatto parte della formazione della Vieja Trova Santiaguera. Appare nel film-documentario Lagrimas Negras del 1997, una coproduzione cubano-olandese, diretto da Sonia Herman Dolz e che racconta la storia di un musicista.
Nel 2007 Creagh è stato protagonista del film Los Reyes del son (produzione di film Positivation: Cynthia Biestek).
Nel 2012 è diventato, a 93 anni, il componente più anziano del gruppo The Bar at Buena Vista. Per la sua carriera musicale era considerato una delle figure più eminenti della musica tradizionale cubana.